# Невідомий пурпур (фільм, 1923)
Невідомий пурпур (англ. The Unknown Purple) — американський детектив режисераРоланда Веста 1923 року.

## У ролях
- Генрі Волтхолл — Пітер Марчмонт
- Еліс Лейк — Джевел Марчмонт
- Стюарт Холмс — Джеймс Доусон
- Хелен Фергюсон — Рут Марш
- Френкі Лі — Боббі
- Етель Грей Террі — місіс Гудіттл
- Джеймс Моррісон — Леслі Бредбері
- Джонні Артур — Фредді Гудіттл
- Річард Вейн — Джордж Еллісон
- Брінслі Шоу — Хокінс